# Катастрофа ATR 42 на озері Вікторія
Катастрофа ATR 42 на озері Вікторія — авіаційна катастрофа, що сталася 6 листопада 2022 року. ATR 42-500 компанії Precision Air, що виконував рейс 494 з 39 пасажирами і 4 членами екіпажу, зазнав аварії над озером Вікторія при заході на посадку в аеропорт міста Букоба в Танзанії.

## Літак
Літаком, що розбився, був ATR 42 з серійним номером 819 і реєстраційним 5H-PWF. Здійснив свій перший політ 16 серпня 2010 і незабаром доставлений Precision Air. Оснащений двома турбогвинтовими двигунами Pratt & Whitney Canada PW100.

## Катастрофа
Рейс 494 вилетів з Дар-ес-Салама в Букобу з зупинкою в Мванзі. Літак впав в озеро Вікторія під час спроби приземлитися в Букобі. На фотографіях і відео, опублікованих у соціальних мережах, видно, що літак майже повністю занурився у воду, видно тільки його хвіст. З 43 людей, які перебували на борту, 19, як повідомляється, загинули.

## Наслідки
Рятувальники та рибалки прибули на місце катастрофи, намагаючись врятувати тих, хто все ще був у пастці всередині літака. За словами Альберта Чаламіла, комісара провінції Кагера, співробітники екстрених служб підтримували зв'язок з пілотами в кабіні пілотів і намагалися підтягнути літак ближче до берега озера Вікторія за допомогою мотузок.